# العلية (ملحان)

تعديل مصدري - تعديل

العلية هي إحدى قرى عزلة القبلة بمديرية ملحان التابعة لمحافظة المحويت، بلغ تعداد سكانها 265 نسمة حسب تعداد اليمن لعام 2004.